# Thiébauménil
Thiébauménil és un municipi francès situat al departament de Meurthe i Mosel·la i a la regió del Gran Est. L'any 2007 tenia 387 habitants.

## Demografia

### Població
El 2007 la població de fet de Thiébauménil era de 387 persones. Hi havia 146 famílies, de les quals 24 eren unipersonals (4 homes vivint sols i 20 dones vivint soles), 53 parelles sense fills i 69 parelles amb fills.
La població ha evolucionat segons el següent gràfic:
Habitants censats

### Habitatges
El 2007 hi havia 155 habitatges, 146 eren l'habitatge principal de la família, 7 eren segones residències i 2 estaven desocupats. 150 eren cases i 5 eren apartaments. Dels 146 habitatges principals, 134 estaven ocupats pels seus propietaris, 9 estaven llogats i ocupats pels llogaters i 3 estaven cedits a títol gratuït; 3 tenien dues cambres, 13 en tenien tres, 29 en tenien quatre i 100 en tenien cinc o més. 112 habitatges disposaven pel capbaix d'una plaça de pàrquing. A 56 habitatges hi havia un automòbil i a 74 n'hi havia dos o més.

### Piràmide de població
La piràmide de població per edats i sexe el 2009 era:
| Homes | Edats   | Dones |
| ----- | ------- | ----- |
| 0     | 95 o +  | 0     |
| 0     | 90 a 94 | 0     |
| 4     | 85 a 89 | 0     |
| 0     | 80 a 84 | 0     |
| 0     | 75 a 79 | 16    |
| 0     | 70 a 74 | 8     |
| 12    | 65 a 69 | 12    |
| 12    | 60 a 64 | 12    |
| 0     | 55 a 59 | 8     |
| 12    | 50 a 54 | 0     |
| 8     | 45 a 49 | 12    |
| 20    | 40 a 44 | 16    |
| 32    | 35 a 39 | 20    |
| 0     | 30 a 34 | 20    |
| 8     | 25 a 29 | 4     |
| 0     | 20 a 24 | 4     |
| 20    | 15 a 19 | 12    |
| 40    | 10 a 14 | 8     |
| 16    | 5 a 9   | 0     |
| 0     | 0 a 4   | 8     |

## Economia
El 2007 la població en edat de treballar era de 241 persones, 178 eren actives i 63 eren inactives. De les 178 persones actives 168 estaven ocupades (85 homes i 83 dones) i 10 estaven aturades (3 homes i 7 dones). De les 63 persones inactives 23 estaven jubilades, 17 estaven estudiant i 23 estaven classificades com a «altres inactius».

### Ingressos
El 2009 a Thiébauménil hi havia 152 unitats fiscals que integraven 397 persones, la mediana anual d'ingressos fiscals per persona era de 19.579 €.

### Activitats econòmiques
Dels 8 establiments que hi havia el 2007, 1 era d'una empresa de fabricació d'altres productes industrials, 3 d'empreses de construcció, 1 d'una empresa de comerç i reparació d'automòbils, 1 d'una empresa d'hostatgeria i restauració, 1 d'una empresa immobiliària i 1 d'una empresa de serveis.
Dels 3 establiments de servei als particulars que hi havia el 2009, 1 era un guixaire pintor, 1 fusteria i 1 restaurant.

## Equipaments sanitaris i escolars
El 2009 hi havia una escola maternal integrada dins d'un grup escolar amb les comunes properes formant una escola dispersa.

## Poblacions més properes
El següent diagrama mostra les poblacions més properes.